# Bela Vista (Goiânia)
O Setor Bela Vista é um bairro de Goiânia, de classes média e alta. Fazendo divisa com os bairros Bueno, Serrinha, Setor Marista, Pedro Ludovico e Nova Suíça, nele está localizado a sede do Goiás Esporte Clube.
A região é caracterizada por uma forte verticalização de suas residências, e um fluxo de trânsito acentuado.
Segundo dados do Instituto Brasileiro de Geografia e Estatística (IBGE), divulgados pela prefeitura, no Censo 2010 a população do Bela Vista era de 10 761 pessoas.